# Maria-Magdalena-Kirche (Kesselfeld)

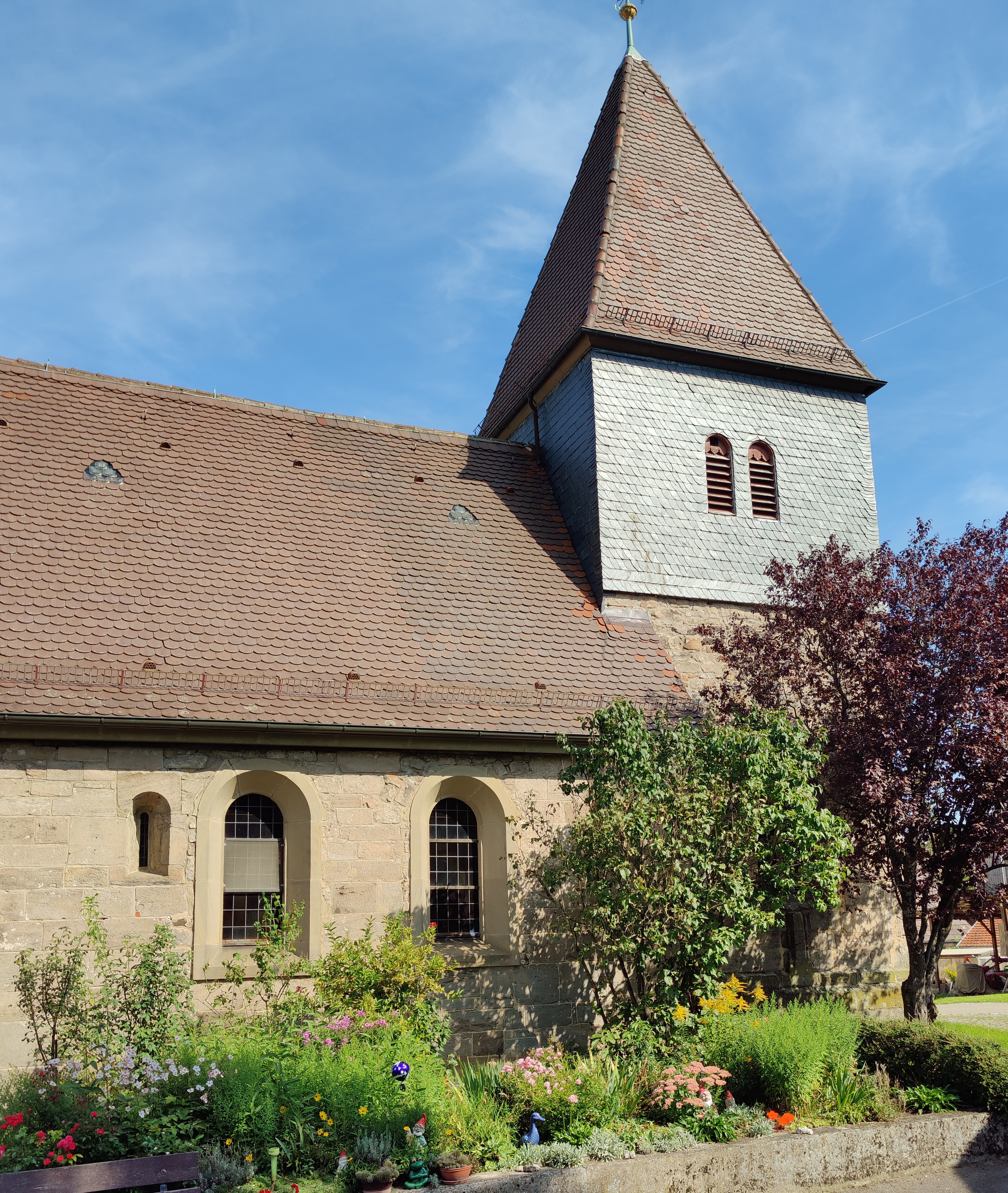
Maria-Magdalena-Kirche in Kesselfeld

Die evangelische Maria-Magdalena-Kirche steht in Kesselfeld, einem Stadtteil von Neuenstein im Hohenlohekreis in Baden-Württemberg. Das Bauwerk ist beim Landesamt für Denkmalpflege Baden-Württemberg als Baudenkmal eingetragen. Die Kirchengemeinde gehört zum Kirchenbezirk Öhringen der Evangelischen Landeskirche in Württemberg.

## Beschreibung

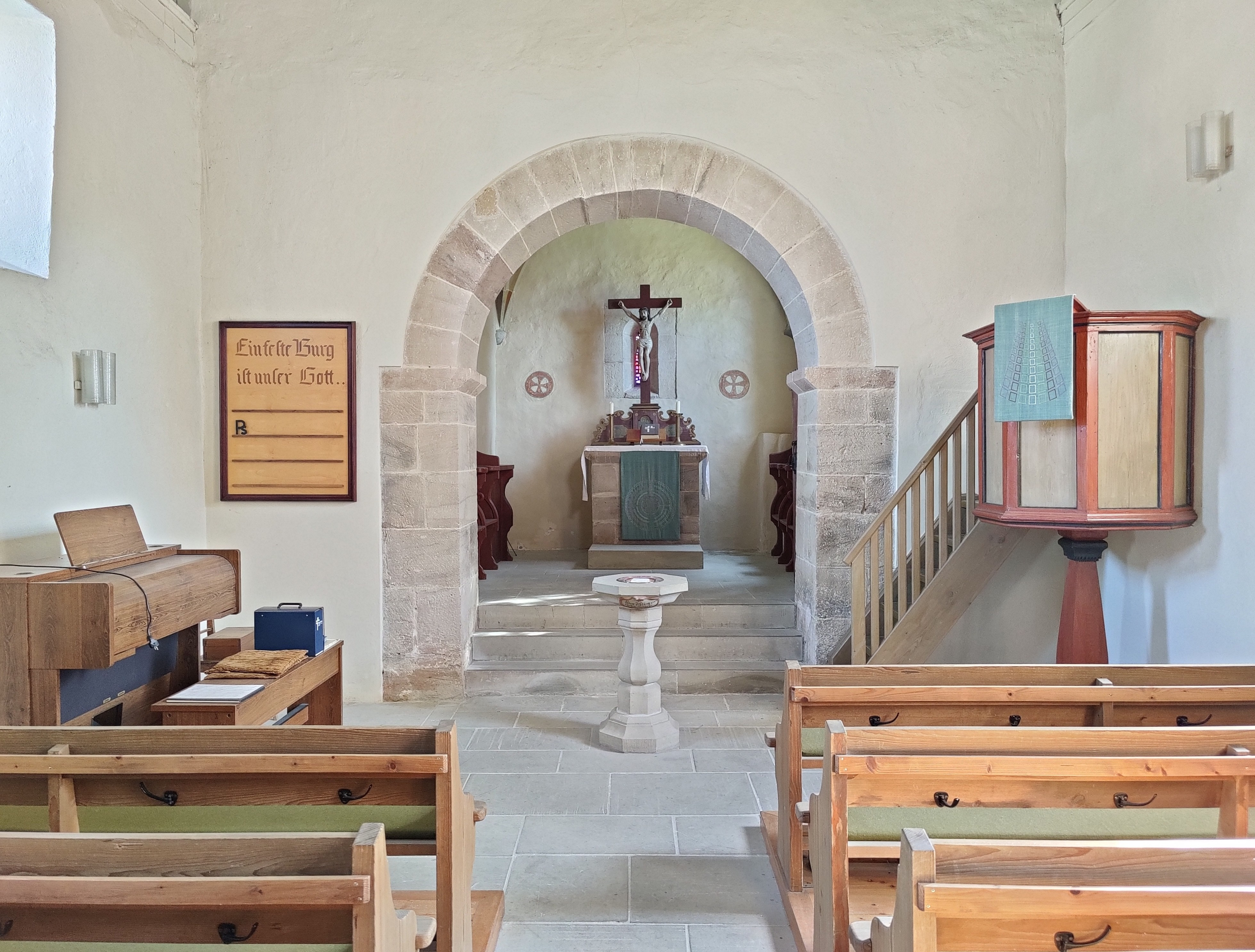
Blick zum Chor

Der Chorturm der romanischen Saalkirche stammt aus dem 13./14. Jahrhundert. Er wurde später mit einem schieferverkleideten Geschoss aufgestockt, das den Glockenstuhl beherbergt, und mit einem Pyramidendach bedeckt. Das Langhaus im Westen wurde 1607 angebaut und 1710 erneuert.
Der Innenraum des Chors, also das Erdgeschoss des Chorturms, ist mit einem Sterngewölbe auf Konsolen mit Maskaronen überspannt.

## Zukunft
Stand 2025 finden in der Kirche noch zwei reguläre Gottesdienste im Jahr statt. Weil die Landeskirche wegen sinkender Mitglieder- und Pfarrerzahlen nicht alle ihre Gebäude erhalten und behalten wird können, gibt es Überlegungen zur Zukunft der Kesselfelder Kirche. Ein Vorschlag des Kirchengemeinderats ist die Translozierung des Gebäudes ins Hohenloher Freilandmuseum Wackershofen, wo die Kirche die Baugruppe Hohenloher Dorf ergänzen könnte.